# Gémes János
Gémes János (??, 1943. augusztus 14 – Budapest-Zugló, 2002. május 27.) 
magyar experimentális költő, előadóművész, a hatvanas-hetvenes-nyolcvanas évek pesti underground kultúrvilágának jellegzetes alakja, közismert nevén Dixi.
A „dixi” latin szó jelentése: elmondtam – ez a szó jellemző kifejezője Dixi előadóművészetének, ki leginkább szóbeli előadásban fejezte ki magát és ez volt elsődleges előadási formája.

## Szerepei
Színészként szerepel a Rocktérítő, Ex-Kódex, Tarr Béla: Kárhozat, és Az erőd című filmekben. Főszereplőként a róla szóló Dixi c. filmben. Közreműködött az Európa Kiadó Dönci Project: Dixi c. hanglemezén.

## Magánélete
Család: felesége Lukács Mari (1948 – 2007. július 22.), gyermekeik: Sára (1976), Dávid (1981) és Anna (1985).